# Pibe Mølle

Pibe Mølle beliggende 1 km fra Høbjerg i Gribskov Kommune et af de få danske dobbeltanlæg med både vind- og vandmølle, hvor vindmøllen er bevaret. Vandmøllen er nedlagt, men møllegården, hvor den fungerede indtil 1921, er nu hjertet i et golfanlæg.
Vindmøllen Pibe Mølle er bygget i 1789. På dette tidspunkt var næsten alle nyopførelser af vindmøller den hollandske type, som er karakteriseret ved, at kun hatten er  bevægelig, i modsætning til stubmøllen, hvor hele møllen drejede om en stub. Pibe Mølle ligger stadig på sin oprindelige plads syd for Helsinge nær Pøleåen. Den er Sjællands eneste bevarede stubmølle. Nationalmuseet overtog vindmøllen i 1921 og udvirkede, at den blev fredet.
Nationalmuseet overdrog i 1989 vindmøllen til Helsinge Kommune, som lod den restaurere med nye vinger i 1995, og lod den store stenbjælke udskifte i 1997. Restaureringen i 1995 kunne ses i programmet Udfordringen på TV2, hvor udfordringen var, at restaureringen skulle gennemføres på blot tre dage, hvilket lykkedes. Derfor er den nu funktionsdygtig, og det lokale møllelaug holder den åben nogle søndage om året, hvor publikum kan se den i funktion. Ved strukturreformen i 2007 overgik møllen til fusionskommunen Gribskov Kommune.